# Patricia Page & The Prophets
Patricia Page & The Prophets är ett Göteborgsbaserat soulband, förkortat PPP. Bandet består av Patricia Page (sång), Bengt Bygren (keyboards), Henrik Pilquist (gitarr), Gian Kündig (bas), Thomas Persson (trummor), Jacob Sollerman (trombon), Gunnel Samuelsson (saxofon), och Jenny Lundin (percussion). PPP utsågs till bästa akt på Åmåls bluesfest 2011. 